# صموئيل بارسونز سكوت
صموئيل بارسونز سكوت (بالإنجليزية: Samuel Parsons Scott)‏ هو محامي أمريكي، ولد في 8 يوليو 1846 في هيلزبورو في الولايات المتحدة، وتوفي في 30 مايو 1929.